# Go Babe!
Go Babe! ist eine deutsche Akustik-Bluesband.

## Geschichte
Gegründet wurde das Quartett 1993 von den Musikern Roland „Golly“ Hertlein, Wolfgang Bernreuther, Reinhard „Hardi“ Fick und Rudolf „Rudi“ Bayer. Alle Musiker sind auch in anderen Musikprojekten aktiv.
1993 wurde im Knopfstudio das erste Album aufgenommen und abgemischt. Das Album erschien als LP bei Hifine-musik, die CD bei L+R Records und wurde über Bellaphon vertrieben. Die CD enthielt fünf Bonus-Tracks. Das Album wurde 2003 neu aufgelegt. Die Schallplattenversion wurde 2004 von der Zeitschrift Stereo unter die 50 schönsten LPs aller Zeiten gewählt.
1998 wurde Time for a Change mit 20 Titeln und 2001 Cartago Incendiary  mit 18 Titeln aufgenommen: Beide erschienen im Januar 2002 beim Nürnberg Musikverlag Media Arte. Geplant war ein weiteres Album mit dem Titel Universal Favourites, das nicht mehr realisiert werden konnte, nachdem Bassist Bayer mit dem Gleitschirm abstürzte.
Die Band trat im bayerischen Raum auf, beispielsweise in der Kneipenbühne in Velburg, in der Alten Mälzerei in Regensburg, im Reitstadel in Neumarkt, in der Reichswaldhalle in Feucht und bei den Rother Bluestagen in der Kulturfabrik Roth, beim Bardentreffen in Nürnberg (2001), wurde aber auch auf der Popkomm in Köln präsentiert.

## Diskografie
Alben
- 1993: I Wonder Why (LP 1994 bei Hifine-musik/CD bei L+R Records; Neuauflage 2003)
- 1998: Time for a Change (2002 erschienen bei Media Arte)
- 2001: Cartago Incendiary (2002 erschienen bei Media Arte)

Kompilationen
- 2002: Stalker

## Pressestimmen
„Blues besteht nicht nur aus drei Griffen und Reminiszenzen an die harten Jahre. „Go Babe!“ haben nach ihrer grandiosen Erstveröffentlichung „I wonder why“ und dem Nachfolger „Time for a change“ die neue CD „Cartago Incendiary“ aufgelegt. „Cartago Incendiary“ bezieht sich auf einen Song, der, bezugnehmend auf ein kleines Dorf in Amerika (Cartago) und das antike Karthago, den Zustand des Herzens eines Verlassenen beschreibt. Die Texte insgesamt leben von teils kraftvollen, teils filigranen Allegorien und sind im Gegensatz zu den oft platten „Herz-Schmerz-Reimen“ hoch- literarisch. Bemerkenswert auch die feine, meist unterschwellig zu spürende Selbstironie. Die Arrangements unterstützen die jeweilige Stimmung, so entstehen auch fur den „Nicht-Blueser“ malerische Bilder. Teilweise wird auch in klassischer Blues-Manier gerockt, so dass der eine oder andere Song ohrwurmmäßig im Gedächtnis bleibt. Eine eher ruhige CD für Freunde des außergewöhnlichen Blues … unplugged!“

„Wer den musikalischen Tausendsassa und Kneipler aus Oberweiling kennt, weiß, dass Golly den „Stalker Blues“ in den unterschiedlichsten Versionen und Visionen auf allen seinen bisherigen Veröffentlichungen gespielt hat. Hier nun legt er eine Sammlung von sage und schreibe 18 Versionen aus den letzten 15 Jahren vor. Und: keine ist wie die andere, oder gar langweilig. Diese CD zeigt anhand des „Stalker“ die musikalische Bandbreite und die stets vorhandene Spannung in Gollys Musik. Wer bisher noch keine seiner Produktionen kennt, sollte diese Scheibe als Anreiz sehen, dieses musikalische Universum zu ergründen. (Bewertung: phänomenal)“